# Zoltán Harsányi
Zoltán Harsányi (* 1. června 1987, Senec) je slovenský fotbalový útočník, od července 2014 hostuje ve fotbalové akademii Ference Puskáse z maďarského klubu Mezőkövesd-Zsóry SE.

## Klubová kariéra
Svou fotbalovou kariéru začal v DAC 1904 Dunajská Streda. Mezi jeho další angažmá patří: FC Senec, Bolton Wanderers B, Paykan FC, Pécsi MFC a TJ Spartak Myjava.
Ve Spartaku Myjava hostoval v sezoně 2012/13 z maďarského Pécse. Po sezoně se zdálo, že hráč do Spartaku přestoupí natrvalo, ale nakonec se vrátil do Pécsi MFC, kde mu byl ukončen kontrakt a Harsányi se stal volným hráčem. Již v průběhu sezony 2013/14 byl nejprve testován Ružomberokem, kde nebyl přijat a posléze byl na testech v českých klubech 1. FC Slovácko, 1. FK Příbram a německém Regensburgu. Nastoupil také v jednom přípravném zápase juniorského týmu Spartaku Trnava. Nakonec se domluvil na dvouleté smlouvě s Mezőkövesd-Zsóry SE, nováčkem maďarské nejvyšší ligy.
V červenci 2014 odešel hostovat do fotbalové akademie Ference Puskáse (člen maďarské 1. ligy).

## Reprezentační kariéra
V letech 2007-2008 oblékal reprezentační dres Slovenska do 21 let.